# AMC Theatres
AMC Entertainment Holdings, Inc. (NYSE: AMC) eller AMC Theatres er en amerikansk multinational biografvirksomhed. Det er den største biografvirksomhed i verden. Den blev etableret i 1920 og har i dag den højeste markedsandel i USA. Væksten er gået gennem opkøb og fusioner, senest er virksomhederne Odeon Cinemas, UCI Cinemas og Carmike Cinemas blevet opkøbt. De har 2.807 skærme i 353 biografer i Europa og 7.755 skærme i 593 biografer i USA.